# كينيتشي إنوموتو
كينيتشي إنوموتو (باليابانية: 榎本健一؛ بالكانا: えのもと けんいち) هو مغني وممثل ياباني، ولد في 11 أكتوبر 1904 في أكاساكا في اليابان، وتوفي في 7 يناير 1970 في ميناتو في اليابان بسبب تشمع الكبد.

## وصلات خارجية
- كينيتشي إنوموتو على موقع IMDb (الإنجليزية)
- كينيتشي إنوموتو على موقع ألو سيني (الفرنسية)
- كينيتشي إنوموتو على موقع ميوزك برينز (الإنجليزية)
- كينيتشي إنوموتو على موقع أول موفي (الإنجليزية)
- كينيتشي إنوموتو على موقع قاعدة بيانات الأفلام السويدية (السويدية)
- كينيتشي إنوموتو على موقع ديسكوغز (الإنجليزية)
- كينيتشي إنوموتو على موقع قاعدة بيانات الفيلم (الإنجليزية)
- كينيتشي إنوموتو على موقع كينوبويسك (الروسية)